# Coldipeccio
Coldipeccio è una frazione del Comune di Scheggia e Pascelupo a 604 metri s.l.m., situata nella provincia di Perugia, in Umbria. Il territorio e il borgo si trovano all'interno del Parco regionale del Monte Cucco.

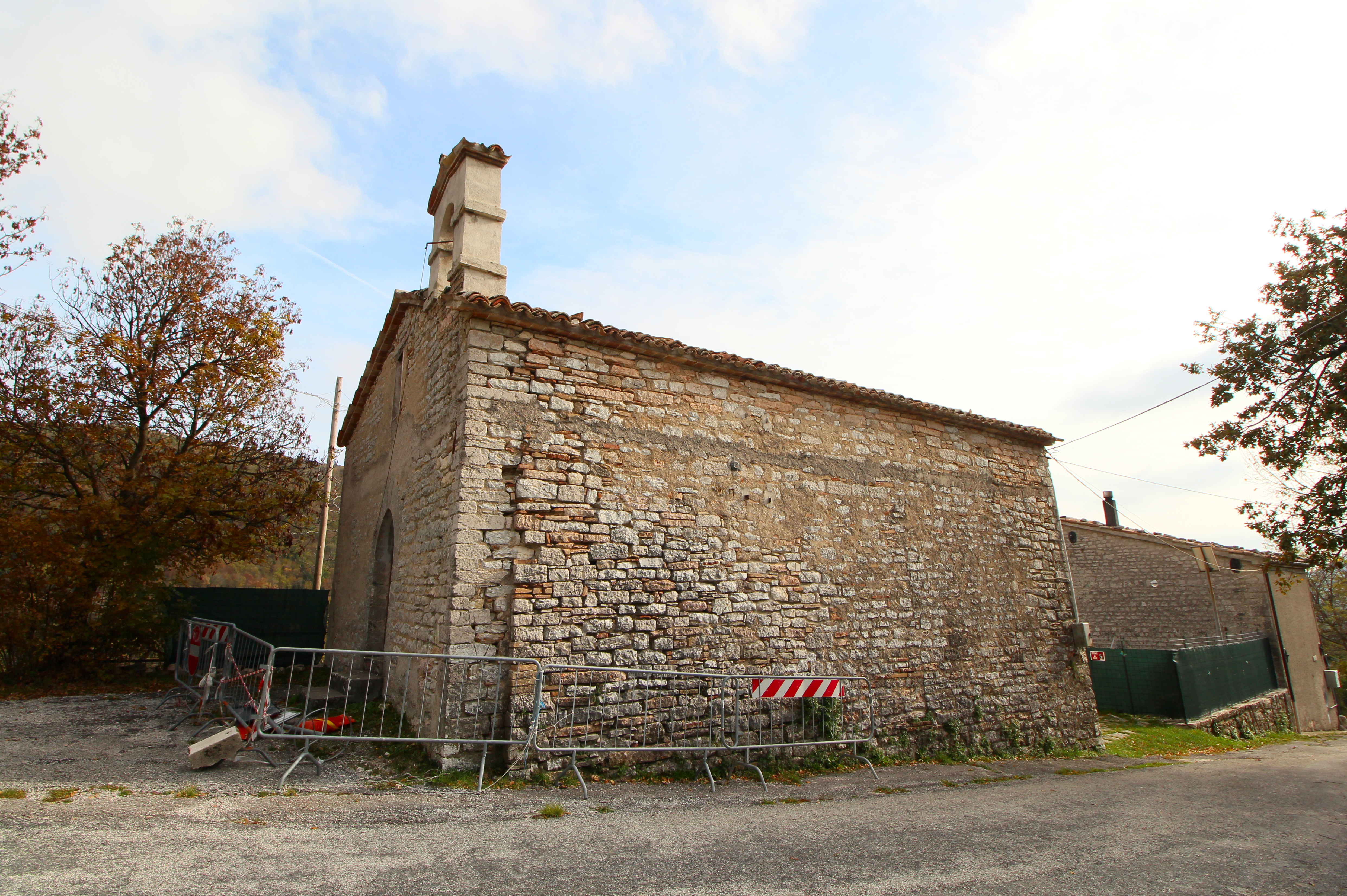
Chiesa San Michele Arcangelo Coldipeccio

## Chiesa e Monumenti
La chiesa principale è quella dedicata a di San Michele Arcangelo.

## Eventi e tradizioni
A Coldipeccio si svolgono annualmente diverse manifestazioni culturali e religiose curate dalla locale Pro Loco:
- Festa di San Michele Arcangelo: celebrata il 29 settembre in onore del santo patrono.
- Festa del Cocomero: si tiene la seconda domenica di agosto, con momenti conviviali e degustazioni.[2]
- La Magia dei Presepi: durante il periodo natalizio, vengono allestiti presepi artigianali nelle cantine e nei vicoli del borgo.[3]
- Festival Umbria in Voce: dal 2021, Coldipeccio ospita eventi legati al festival dedicato alla voce in tutte le sue forme, tra cui laboratori di canto popolare e incontri sull'ottava rima e il poeta estemporaneo Ubaldo Santarelli, detto Capoccione.[4]
- Ottobre Templare: nel primo fine settimana di ottobre, si svolge una manifestazione che include escursioni, rievocazioni storiche e attività culturali legate alla storia dei Cavalieri Templari.[5]

## Monumenti nell'area
- Abbazia di Sant'Emiliano in Congiuntoli
- Eremo di San Girolamo al Monte Cucco